# Endiandra
Endiandra är ett släkte av lagerväxter. Endiandra ingår i familjen lagerväxter.

## Dottertaxa tillEndiandra, i alfabetisk ordning[1]
- Endiandra acuminata
- Endiandra aggregata
- Endiandra albiramea
- Endiandra aneityensis
- Endiandra archboldiana
- Endiandra areolata
- Endiandra arfakensis
- Endiandra asymmetrica
- Endiandra baillonii
- Endiandra beccariana
- Endiandra bellendenkerana
- Endiandra bessaphila
- Endiandra brassii
- Endiandra bullata
- Endiandra carrii
- Endiandra chartacea
- Endiandra clavigera
- Endiandra clemensii
- Endiandra collinsii
- Endiandra compressa
- Endiandra cooperana
- Endiandra coriacea
- Endiandra cowleyana
- Endiandra crassiflora
- Endiandra cuneata
- Endiandra cyphellophora
- Endiandra deomalica
- Endiandra dichrophylla
- Endiandra dielsiana
- Endiandra discolor
- Endiandra djamuensis
- Endiandra dolichocarpa
- Endiandra elaeocarpa
- Endiandra elongata
- Endiandra engleriana
- Endiandra euadenia
- Endiandra eusideroxylocarpa
- Endiandra faceta
- Endiandra ferruginea
- Endiandra firma
- Endiandra flavinervis
- Endiandra floydii
- Endiandra forbesii
- Endiandra formicaria
- Endiandra frondosa
- Endiandra fulva
- Endiandra gem
- Endiandra gemopsis
- Endiandra gillespiei
- Endiandra glandulosa
- Endiandra glauca
- Endiandra globosa
- Endiandra grandifolia
- Endiandra grayi
- Endiandra hainanensis
- Endiandra havelii
- Endiandra hayesii
- Endiandra holttumii
- Endiandra immersa
- Endiandra impressicosta
- Endiandra introrsa
- Endiandra invasiorum
- Endiandra jonesii
- Endiandra kingiana
- Endiandra lanata
- Endiandra latifolia
- Endiandra laxiflora
- Endiandra lecardii
- Endiandra ledermannii
- Endiandra leptodendron
- Endiandra limnophila
- Endiandra longipedicellata
- Endiandra luteola
- Endiandra macrophylla
- Endiandra macrostemon
- Endiandra magnilimba
- Endiandra maingayi
- Endiandra microphylla
- Endiandra minutiflora
- Endiandra monothyra
- Endiandra montana
- Endiandra monticola
- Endiandra muelleri
- Endiandra multiflora
- Endiandra neocaledonica
- Endiandra oblonga
- Endiandra ochracea
- Endiandra oviformis
- Endiandra palmerstonii
- Endiandra papuana
- Endiandra phaeocarpa
- Endiandra pilosa
- Endiandra polyneura
- Endiandra poueboensis
- Endiandra praeclara
- Endiandra pubens
- Endiandra recurva
- Endiandra reticulata
- Endiandra rhizophoretum
- Endiandra rigidior
- Endiandra rubescens
- Endiandra sankeyana
- Endiandra schlechteri
- Endiandra scrobiculata
- Endiandra sebertii
- Endiandra sericea
- Endiandra sideroxylon
- Endiandra sieberi
- Endiandra sleumeri
- Endiandra solomonensis
- Endiandra spathulata
- Endiandra sphaerica
- Endiandra sulavesiana
- Endiandra sumatrana
- Endiandra teschneriana
- Endiandra trichotosa
- Endiandra tryphera
- Endiandra versteeghii
- Endiandra whitmorei
- Endiandra virens
- Endiandra wolfei
- Endiandra wrayi
- Endiandra xanthocarpa
- Endiandra xylophylla